# Hamza Mathlouthi
Pour les articles homonymes, voir Mathlouthi.
Hamza Mathlouthi, né le 25 juillet 1992 à Zarzouna, est un footballeur international tunisien. Il évolue au poste de défenseur central au Zamalek SC.

## Carrière
- juillet 2010-août 2016 : Club athlétique bizertin (Tunisie)
- août 2016-juillet 2020 : Club sportif sfaxien (Tunisie)
- juillet 2020-juillet 2025 : Zamalek Sporting Club (Égypte)

## Palmarès
- Vainqueur de la coupe de Tunisie en 2013 avec le Club athlétique bizertin et en 2019 avec le Club sportif sfaxien
- Vainqueur du championnat d'Égypte en 2021 et en 2022 avec le Zamalek SC
- Vainqueur de la coupe d'Égypte en 2021 avec le Zamalek SC
- Vainqueur de la coupe de la confédération en 2024 avec le Zamalek SC
- Vainqueur de la supercoupe de la CAF en 2024 avec le Zamalek SC